# Dub u Čejkova rybníka
Dub u Čejkova rybníka (Quercus robur) je památný strom, který roste na hrázi Čejkova rybníka asi 1,2 km východně od centra obce Dětenice v okrese Jičín. Po hrázi rybníka vede silnice II. třídy č. 280 spojující město Libáň a vesnici Dětenice.

## Základní údaje
- název: Dub u Čejkova rybníka
- výška: asi 25 metrů
- obvod: neuvedeno
- věk: neuveden
- nadmořská výška: asi 216 metrů
- umístění: Královéhradecký kraj, okres Jičín, obec Dětenice
- stav stromu: stav dubu je velmi dobrý, má mohutnou, hustou a víceméně pravidelnou korunu.

## Fotogalerie

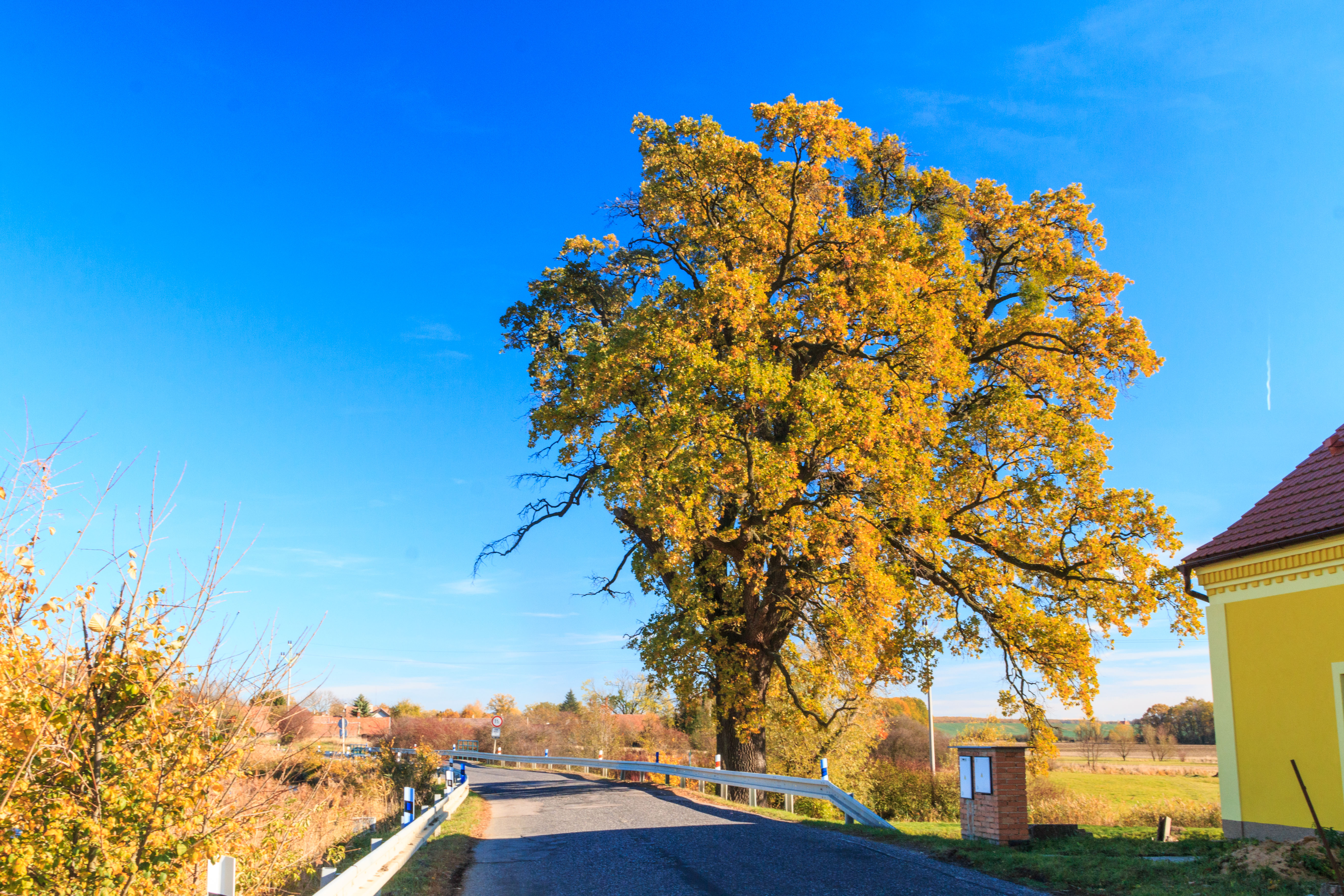
pohled na památný dub u Čejkova rybníka na podzim 2018
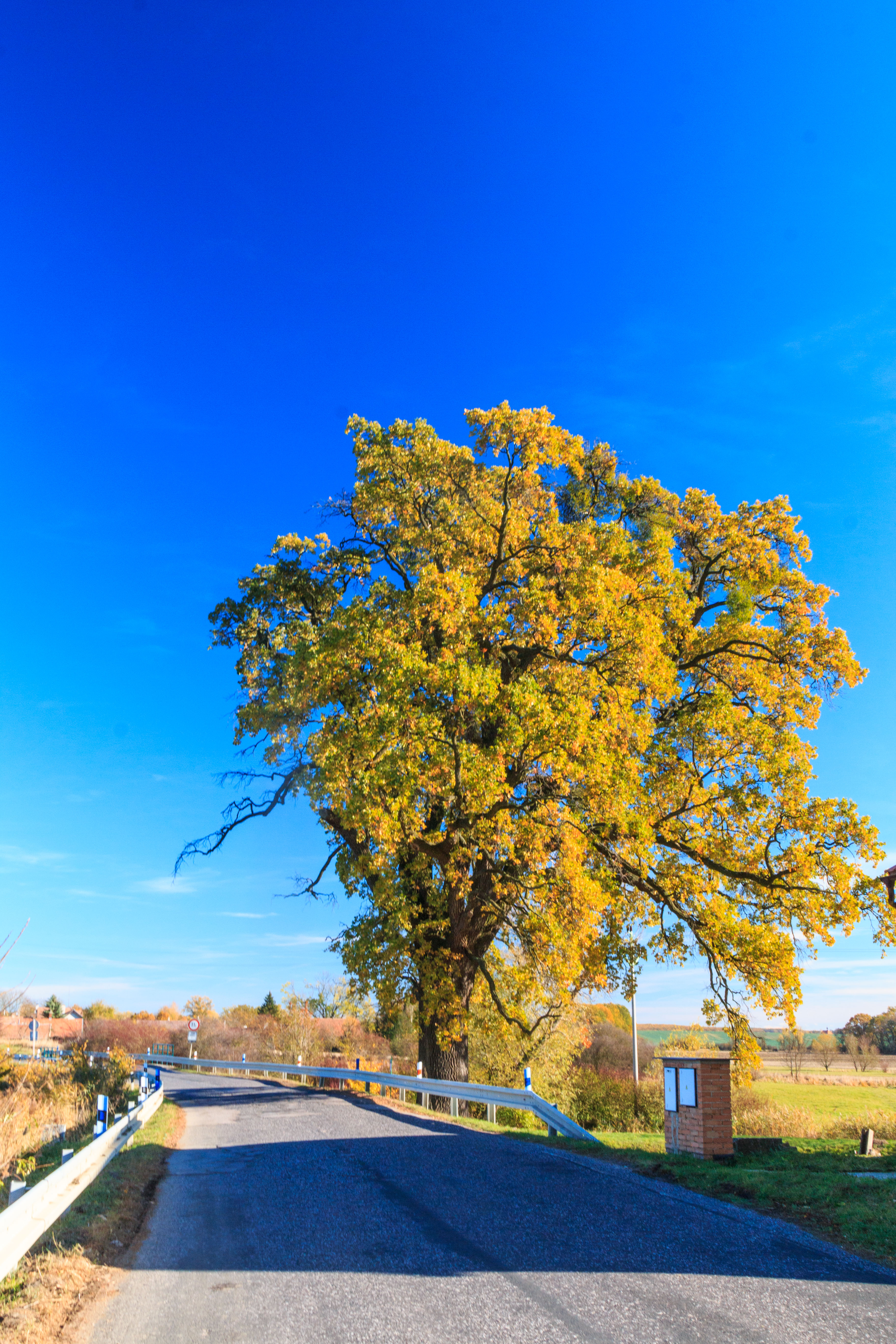
pohled na památný dub u Čejkova rybníka na podzim 2018